# تپه قلعه خرابه زنجیره سفلی
تپه قلعه خرابه زنجیره سفلی مربوط به دوره اشکانیان است و در شهرستان چرداول، روستای زنجیره سفلی واقع شده و این اثر در تاریخ ۷ مرداد ۱۳۸۲ با شمارهٔ ثبت ۹۲۷۵ به‌عنوان یکی از آثار ملی ایران به ثبت رسیده‌است.